# جزيرة كيت
 جزيرة كيت أو كوه كيت (بالتايلاندية:เกาะกูด) و(بالإنكليزية:Ko Kut) تقع في محافظة ترات في شرق تايلاند وتتألف من مجموعة من الجزر ويبلغ عدد سكانها حوالي 2000 نسمة